# Uncharted 2: Among Thieves
Uncharted 2: Among Thieves is een third-person shooter, exclusief voor PlayStation 3 en PlayStation 4, ontwikkeld door Naughty Dog en gepubliceerd door Sony Computer Entertainment. Het is het vervolg op Uncharted: Drake's Fortune en de voorloper van Uncharted 3: Drake's Deception uit de Uncharted-serie.

## Gameplay
De speler speelt als Nathan Drake, een schatzoeker. Drake kan op smalle richels klimmen of erover springen om verder te gaan. Zijn uitrusting bevat een pistool, een wapen met een lange loop en mogelijk een paar granaten. Nathan kan achter hoeken of lage muren dekking nemen en van daaruit vijanden beschieten. Schieten tijdens het lopen is ook mogelijk.
Als de vijand Drake nog niet opgemerkt heeft, is het mogelijk hem te besluipen en hem in stilte te doden, door ofwel achter hun rug te sluipen of ze over een richel duwen. In sommige delen van het spel moet de speler puzzels oplossen met behulp van een dagboek (dat van Marco Polo) dat tips bevat.
Door het spel heen zijn er speciale verborgen schatten die de speler kan verzamelen. Door deze schatten te verzamelen en specifieke acties uit te voeren, wordt de speler beloond met medailles die de speler geld in het spel geeft. Met dit geld kunnen spelers extra's kopen, zoals outfits en bonusfilmpjes.

## Verhaal
Het spel begint met een proloog. Een gewonde Nathan Drake weet zich te bevrijden uit een trein die aan een klif hangt. Wanneer hij boven is, vindt hij een dolk in de sneeuw. 
Het verhaal springt terug naar een paar maanden eerder. Om te ontdekken waarom Marco Polo's reis van China in 1292 slecht afliep, steelt Nate een Mongoolse olielamp van Marco Polo in een museum in Istanboel met zijn voormalige partner Harry Flynn en oude vriendin Chloe Frazer. De lamp bevat brandbare blauwe hars, die op een kaart de locatie laat zien van Polo's schipbreuk in Borneo, waar hij De Cintamani Stone van Shambhala bij zich had. Flynn heeft Nate gebruikt om achter deze locatie te komen en laat hem achter in het museum. Nate wordt opgepakt door de bewaking. Drie maanden later, Haalt Chloe Drake uit de gevangenis met de hulp van oude vriend Victor Sullivan en onthult dat Flynn werkt voor Zoran Lazarević, een voormalige lid van het leger van de Sovjet-Unie die nu krijgsheer is, die achter de steen aanzit. Drake en Sully gaan zelf achter de steen met de hulp van Chloe die als mol in het kamp van Lazarević zit.
Als ze infiltreren in Lazarević's kamp in Borneo, ontdekken ze dat de steen in Shambhala is, en daar nooit is weggehaald. In een tombe liggen de overblijfselen van Polo's bemanning. In dezelfde tombe vindt Nate een Tibetaanse dolk. Hij ontdekt dat de toegang naar Shambhala in een tempel in Nepal ligt. Drake en Sully worden door Flynn ontdekt, waardoor ze moeten vluchten en weten uiteindelijk te ontsnappen door in een rivier te springen.
Nate en Chloe vertrekken Nepal, maar worden door Lazarević's huurlingen onderbroken als ze op zoek zijn naar de tempel. Onderweg komen ze journalist Elena Fisher en haar cameraman Jeff tegen die een reportage maken over Lazarević. Elena is het oude liefje van Nate. De vier bereiken de tempel, waar Nate en Chloe de dolk gebruiken als sleutel voor een mechanisme. Het mechanisme bestaat uit een constructie die een 3d-plattegrond toont waarop de locatie van Shambhala staat aangegeven, dit is in de Himalaya. Het viertal is achtervolgd door huurlingen van Lazarević. Bij het vluchten voor de huurlingen raak Jeff gewond. Chloe dringt aan om Jeff achter te laten, maar Nate en Elena helpen hem. Ze worden gevangengenomen en Chloe neemt haar rol van mol weer op om te verbergen dat ze eigenlijk bij Drake hoort. Terwijl Lazarević Jeff doodt pakt Flynn de kaart met daarop de locatie van Shambhala van Drake. Lazarević geeft Flynn de opdracht om Drake en Elena te doden maar ze weten te ontsnappen.
Nate wil Chloe weer uit handen van Lazarević helpen, maar Elena is hier sceptisch over. Lazarević reist verder per trein en Elena en Nate kunnen met een gestolen jeep de trein inhalen. Nate springt op de trein en vecht zich een weg naar voren tot hij bij Chloe komt. Die weigert om mee te gaan. Flynn duikt op en schiet Nate in zijn buik. In het nauw gedreven door Flynns mannen, veroorzaakt Nate een explosie waardoor de helft van de trein ontspoort voor een deel van een klif valt.
Het verhaal is hiermee aangekomen bij wat in de proloog werd verteld.
Nadat Nate uit de trein is geklommen, de dolk weer in handen heeft en een leger huurlingen heeft uitgeschakeld, verliest hij zijn bewustzijn. Later wordt hij wakker in een Tibetaans dorp, waar hij Elena weer tegenkomt en kennismaakt met een oude Duitse ontdekkingsreiziger, Karl Schäfer. Om Nate te overtuigen om zijn zoektocht voort te zetten, stuurt Schäfer hem met een dorpeling Tenzin om hem de overblijfselen van Schäfers mislukte expeditie voor de steen te laten zien. Reizend door ijsgrotten, waar Nate en Tenzin door vreemde monsters worden aangevallen, ontdekken ze dat Schäfer zijn mannen had gedood om de wereld te beschermen tegen de Cintamanisteen. De monsters zijn een soort wachters die de Cintamanisteen moeten bewaken. Nate en Tenzin keren terug naar het dorp waar Schäfer is ontvoerd en de dolk is meegenomen door Lazarević. Het dorp ligt onder vuur van huurlingen en Nate bevrijdt samen met Tenzin het dorp. Elena en Nate volgen Lazarević's konvooi naar een klooster, waar een dodelijk gewonde Schäfer sterft na Nate te hebben gewaarschuwd om de steen te vernietigen voordat Lazarević deze in handen krijgt.
Nate vindt en verzoent zich met Chloe, die hem de dolk geeft op voorwaarden dat hij Lazarević verslaat. Nate en Elena vinden vervolgens de geheime doorgang naar Shambhala onder het klooster, maar Lazarević overmeestert het tweetal. Hij dwingt Nate om de poort naar Shambala te openen, maar de groep wordt aangevallen door dezelfde monsters die ook in grot waren waar Drake eerder door Schäfer werd toegestuurd. Lazarević doodt hen, waarna blijkt dat zij de menselijke bewakers van Shambhala zijn. Na het openen van de poort, worden ze door een nieuwe golf van bewakers aangevallen waardoor Nate, Elena en Chloe kunnen ontsnappen.
In de belangrijkste tempel van Shambhala ontdekken Nate, Elena en Chloe dat de Cintamanisteen eigenlijk het blauwe, tot amber verworden hars van een boom is. Deze boom is de prehistorische boom van het leven. Het blauwe sap van de boom geeft de drinker ervan een bijna onoverwinnelijke status. Net als ze achter Lazarević aan willen gaan om die tegen te houden, worden ze opgeschrikt door Flynn. De gewonde Flynn is achtergelaten door Lazarević voor een zelfmoordmissie. Hij laat een handgranaat ontploffen waarbij hijzelf dood gaat en Elena verwondt. Chloe neemt Elena mee, terwijl Nate achter Lazarević aangaat, die inmiddels het sap heeft gedronken. Alleen door op het hars te schieten dat uit de bomen druppelt kan Nate genoeg schade aanrichten om Lazarević te verwonden. Als Lazarević genoeg is verwond, duiken de monsters/wachters van Shambhala op en doden hem. Nate herenigt zich met Chloe en Elena en ze ontsnappen als de stad wordt vernield door alle explosies.
Terug in het dorp van Tenzin, vraagt Chloe aan Nate of hij houdt van Elena. Hierop neemt Chloe afscheid en vertrekt. Sully laat een herstellende Elena over aan Nate. Bij Schäfers graf omhelzen Nate en Elena elkaar.

## Multiplayer
Men kan zowel samen met als tegen andere spelers vechten. In co-op kunnen maximaal drie spelers samen missies doen of "Survival", "Gold Rush" of "Siege" spelen. Spelers kunnen hun bondgenoten ook helpen als ze zwaargewond zijn of als ze door een vijand langs achteren beslopen worden.
In de concurrerende mode kunnen maximaal tien spelers tegen elkaar spelen in teams van vijf. De zes verschillende gametypes zijn: Deathmatch, Plunder, Elimination, Chain Reaction, King of the Hill en Turf War.
In concurrerende mode zijn er twee teams van vijf, één team als de helden en de andere als de schurken. Spelers kunnen hun "character" (personage) kiezen (zoals Drake, Sully, Elena, Tenzin en Chloe voor het heldenteam).
Wanneer de spelers genoeg geld hebben verdiend, kunnen ze nieuwe personages kopen in de daarvoor bestemde winkel. Men kan ook twee boosters kiezen om het spelen makkelijker te maken.
Plunder lijkt op de traditionele capture the flagmode. De bedoeling van Plunder is als eerste de schat naar de eigen schatkist te brengen. De speler met de schatkist loopt trager. Daarom is het beter de kist door te "passen" naar andere spelers.
Bij Elimination spelen twee teams van elk vijf spelers tegen elkaar met als doel iedereen van het andere team te doden.
In Chain Reaction moet de speler gebieden veroveren in een specifieke volgorde, het ene team moet de gebieden één tot vijf veroveren terwijl het andere team vijf tot één moeten pakken.

## Muziek
De soundtrack werd gecomponeerd door Greg Edmonson. De soundtrack werd op 9 februari 2010 uitgebracht op CD, onder het label Sony Interactive Entertainment.

## Cast
| Acteur             | Personage       |
| ------------------ | --------------- |
| Nolan North        | Nathan Drake    |
| Claudia Black      | Chloe Fraze     |
| Emily Rose         | Elena Fisher    |
| Steve Valentine    | Harry Flynn     |
| Graham McTavish    | Zoran Lazarević |
| René Auberjonois   | Karl Schäfer    |
| Richard McGonagle  | Victor Sullivan |
| Robin Atkin Downes | Tenzin          |
| Gregory Myhre      | Jeff            |

## Ontvangst
Het spel werd algemeen goed ontvangen en heeft op verzamelwebsite Metacritic een score van 96/100. Het Official U.S. PlayStation Magazine zei over Uncharted 2: "Vergeet Spel van het Jaar, dit is een van de beste spellen ooit!" IGN verklaarde "Goed schietwerk, het stealth-gedeelte werkt overwegend goed, de puzzels zijn lonend, en er is een geweldig online gedeelte."
| \| Recensiescore \| Recensiescore \| \| Recensieverzamelaar \| Score \| \| ------------------- \| ------------- \| \| GameRankings \| 96,43%[5] \| \| Metacritic \| 96/100[6] \| \| Publicist \| Score \| \| Gamer.nl \| 10/10[7] \| \| InsideGamer \| 9,5/10[8] \| \| Power Unlimited \| 100/100[9] \| |         |
| Recensiescore |         |
| Recensieverzamelaar | Score   |
| GameRankings | 96,43%  |
| Metacritic | 96/100  |
| Publicist | Score   |
| Gamer.nl | 10/10   |
| InsideGamer | 9,5/10  |
| Power Unlimited | 100/100 |

## Trivia
- Het spel is opgenomen in het boek 1001 Video Games You Must Play Before You Die van Tony Mott.